# Rudolf Cvek
Rudolf Cvek (Novi Marof, 17. listopada 1946. – Zagreb, 28. studenog 2005.) bio je hrvatski nogometaš i reprezentativac. 

### Klupska karijera
Karijeru je počeo u rodnom Varaždinu, igrajući za mlađe momčadi, a potom i seniore Varteksa. Kao 19-godišnjak prelazi u Dinamo, gdje je do kraja karijere bio njegov važan član, u čije vrijeme je Dinamo osvojio i Kup velesajamskih gradova 1966./67. Karijeru je zbog povrede prekinuo već u 23 godini.

### Reprezentativna karijera
Za jugoslavensku nogometnu reprezentaciju odigrao je šest utakmica, a nastupao je za amatersku i za mlađe reprezentacije.